# Třebešov
Třebešov (německy Trebeschau) je obec v okrese Rychnov nad Kněžnou v Královéhradeckém kraji. Leží asi pět kilometrů západně od Rychnova nad Kněžnou. Rozkládá se v Rychnovském úvalu na východě Orlické tabule, při Třebešovském potoce, drobném levém přítoku řeky Bělé. Žije zde 314 obyvatel.

## Historie
První písemná zmínka o obci pochází z roku 1360, kdy zde byla tvrz a jejím držitelem Samoslav Černčický z Černčic. Za husitských válek se obec ostala do vlastnictví Půty z Častolovic. Roku 1481 dvůr s tvrzí vlastnil Jindřich z Minstrberka, syn krále Jiřího z Poděbrad, po něm v letech 1495-1558 Trčkové z Lípy, dále Jan Absolon z Lípy.

## Obyvatelstvo
| Rok            | 1869 | 1880 | 1890 | 1900 | 1910 | 1921 | 1930 | 1950 | 1961 | 1970 | 1980 | 1991 | 2001 | 2011 | 2021 |
| -------------- | ---- | ---- | ---- | ---- | ---- | ---- | ---- | ---- | ---- | ---- | ---- | ---- | ---- | ---- | ---- |
| Počet obyvatel | 276  | 317  | 363  | 326  | 353  | 336  | 314  | 268  | 312  | 259  | 231  | 252  | 236  | 268  | 289  |
| Počet domů     | 39   | 40   | 50   | 46   | 50   | 52   | 62   | 67   | 66   | 64   | 59   | 71   | 69   | 77   | 90   |

## Obecní správa
Mezi lety 1869–1980 Třebešov byl obcí v okrese Rychnov nad Kněžnou (v letech 1869–1890 okres Rychnov). Od 1. ledna 1981 do 23. listopadu 1990 patřil jako část obce k Černíkovicím a od 24. listopadu 1990 je opět samostatnou obcí. V letech 1961–1980 k obci patřil Libel.

### Obecní symboly
Znak a vlajka byly obci uděleny rozhodnutím předsedy Poslanecké sněmovny Parlamentu České republiky dne 19. ledna 2007.

## Pamětihodnosti
- Kaple svatého Václava
- zbytky valu a vodního příkopu tvrze, která zanikla za třicetileté války

## Galerie

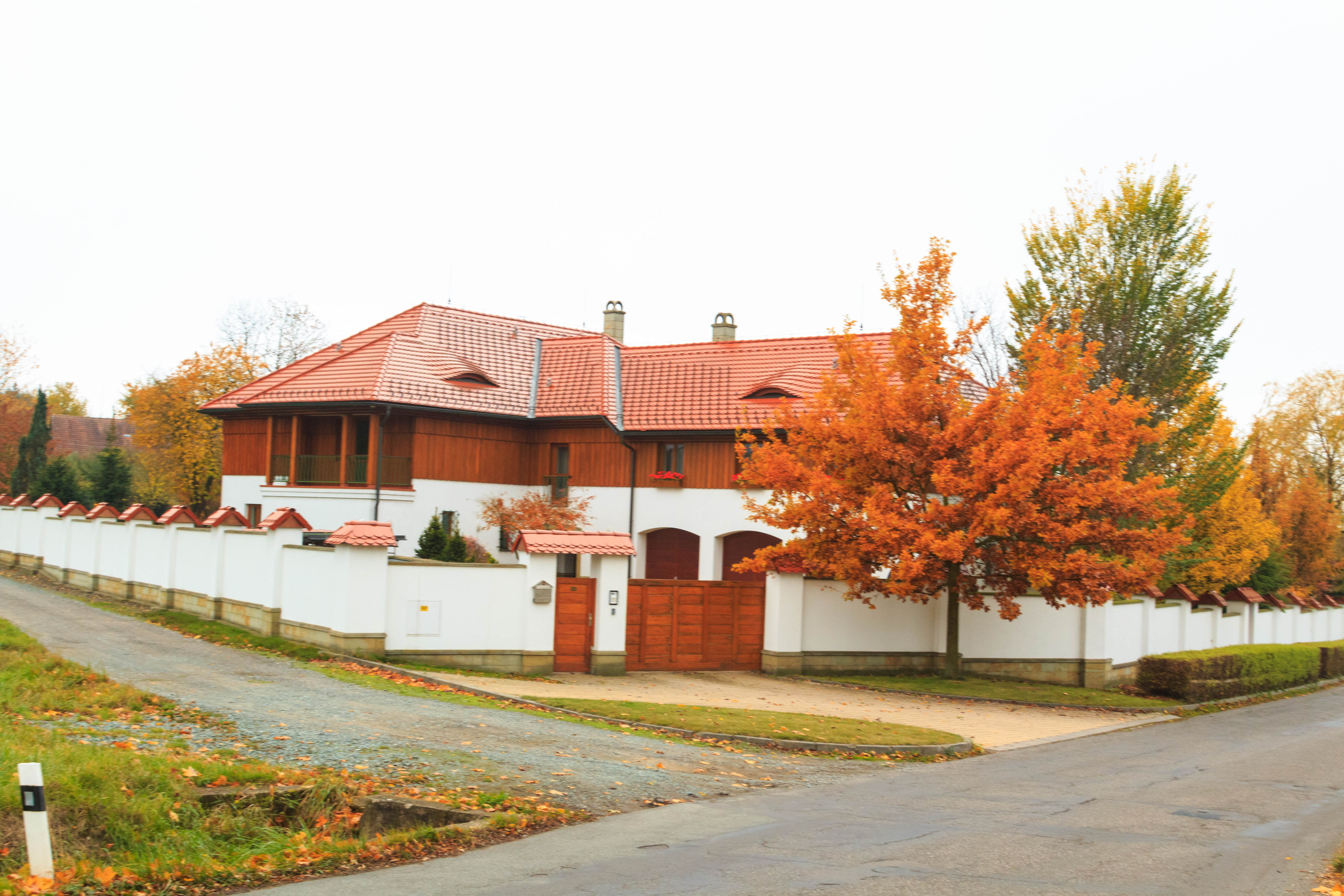
Čp. 2
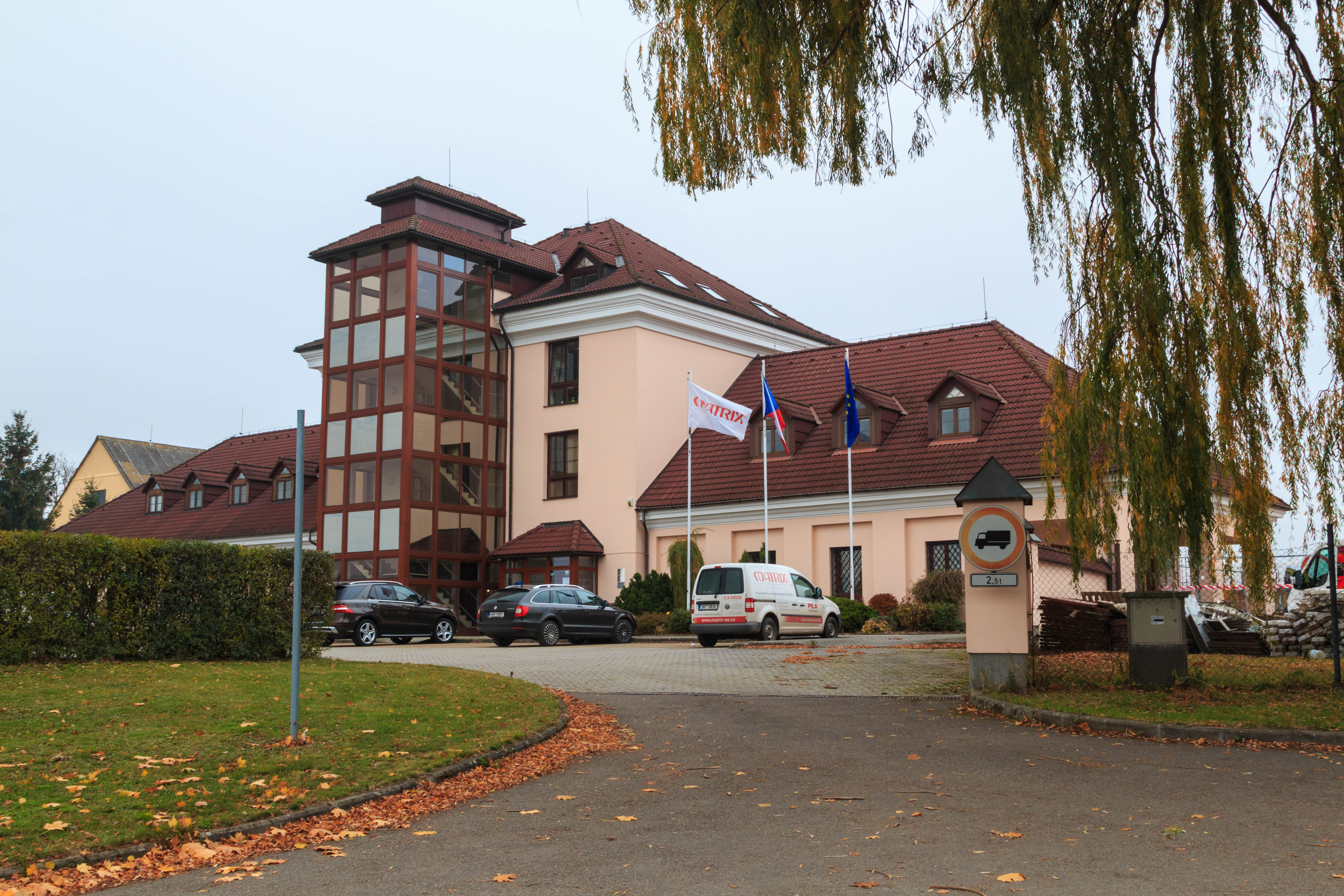
Čp. 1
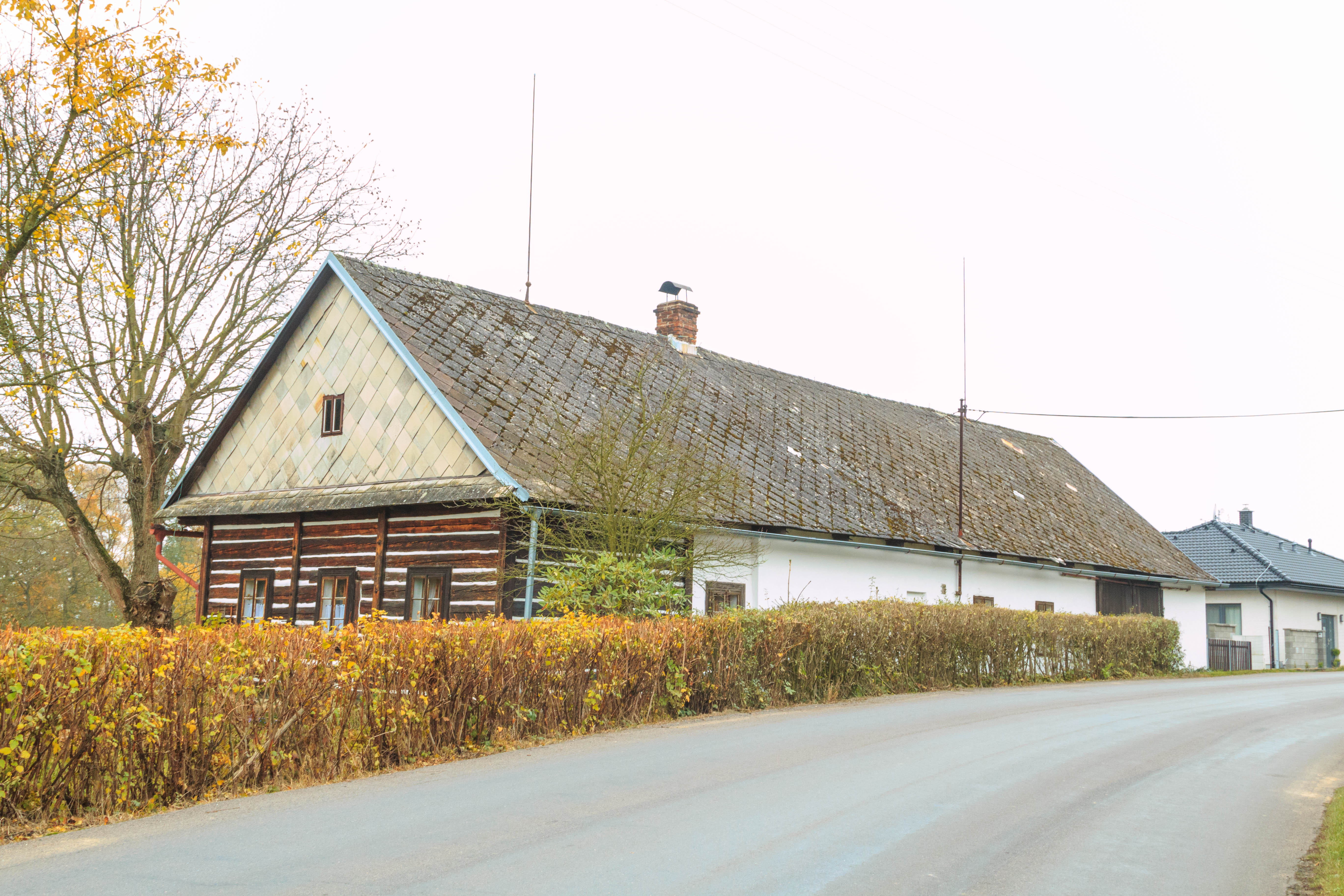
Čp. 19
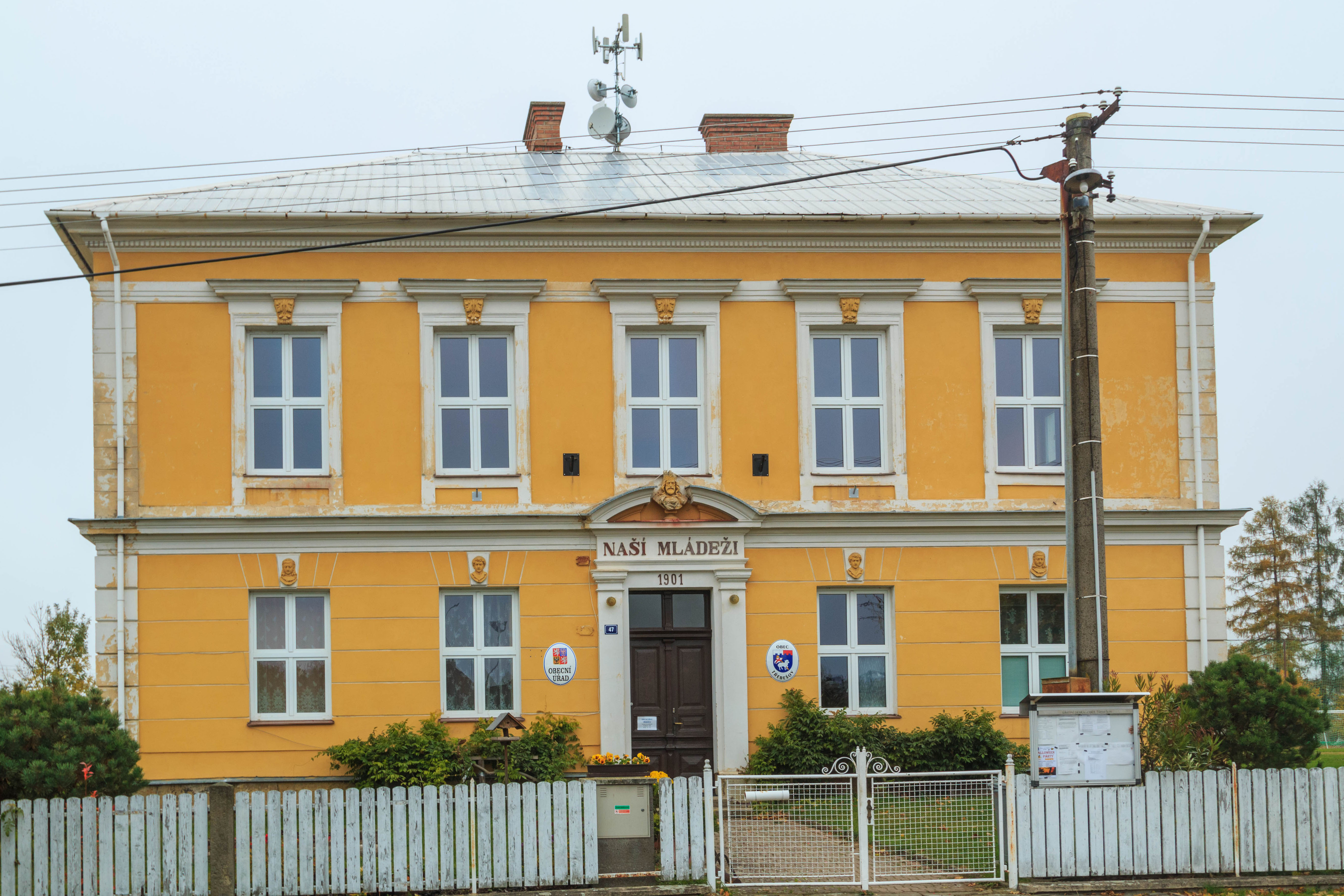
Obecní úřad